# Чернуха, Валентина Григорьевна
Валенти́на Григо́рьевна Черну́ха (13 ноября 1930, Псков — 31 января 2014, Санкт-Петербург) — советский и российский историк, доктор исторических наук, главный научный сотрудник Санкт-Петербургского института истории Российской академии наук. Специалист в области политической истории Российской империи.

## Биография
Родилась в семье кадрового военного Григория Денисовича Чернухи и преподавателя русского языка Веры Ивановны. Пережила в Ленинграде блокадную зиму 1941—1942 годов.
Окончила исторический факультет Ленинградского университета (1953), ученица С. Н. Валка — одного из основателей советского источниковедения и археографии.
В 1953—1958 годах работала в Музее Октябрьской революции. С 1958 по 1963 год была сотрудником ленинградской группы Института славяноведения АН СССР. Занималась подготовкой к изданию документов по истории Польского восстания 1863 года.
C 1963 по 1967 годы — аспирантка Ленинградского отделения Института истории (ныне Санкт-Петербургский институт истории РАН), с 1968 года работала в ЛОИИ.
В 1969 году защитила кандидатскую диссертацию «Крестьянский вопрос в правительственной политике 60-70-х гг. XIX в.», в 1978 году защитила докторскую диссертацию «Внутренняя политика царизма с середины 50-х до начала 80-х гг. XIX в.».
С 1971 года читала курс лекций по истории России XIX века в Библиотечном институте, в 1996—1997 годах преподавала специальный курс в Европейском университете в Санкт-Петербурге.
В 2009 году стала лауреатом Макарьевской премии II степени в номинации «История России» за книгу «Паспорт в России (1719—1917)».
Скончалась 31 января 2014 года в Санкт-Петербурге; похоронена на Северном кладбище Санкт-Петербурга.

## Основные работы
- Всеподданнейший доклад Комиссии П. А. Валуева как источник по истории податной реформы 1872 г. // Вспомогательные исторические дисциплины. Т. II. Л., 1969. С. 262—269.
- Крестьянский вопрос в правительственной политике России (60-70-е гг. XIX в.). Л., 1972.
- Проблема политической реформы в правительственных кругах России в начале 70-х годов XIX в. // Проблемы крестьянского землевладения и внутренней политики России. Дооктябрьский период. Л., 1972. С. 138—190.
- Совет министров в 1857—1861 гг. // Вспомогательные исторические дисциплины. Т. V. Л., 1973. С. 120—137.
- Программная записка министра внутренних дел П. А. Валуева от 22 сентября 1861 г. // Вспомогательные исторические дисциплины. Т. VII. Л., 1976. С. 210—220.
- Конституирование Совета министров (1861) // Вспомогательные исторические дисциплины. Т. VIII. Л., 1977. С. 164—184.
- Внутренняя политика царизма с середины 50-х до начала 80-х гг. XIX в. Л., 1978.
- Совет министров в 1861—1882 гг. // Вспомогательные исторические дисциплины. Т. IX. Л., 1978. С. 90-117.
- Из истории государственных учреждений: Главный комитет об устройстве сельского состояния. 1861—1882 // Вспомогательные исторические дисциплины. Т. XVIII. Л., 1982. С. 223—249.
- Петербургское собрание сельских хозяев (1860-е гг.) // Вспомогательные исторические дисциплины. Т. XVII, Л., 1985. С. 201—213.
- Правительственная политика в отношении печати. 60-70-е гг. XIX в. Л., 1989.
- Политико-экономический комитет Русского географического общества (28 февраля 1859 — 26 ноября 1862) // Вспомогательные исторические дисциплины. Т. ХХ. Л., 1989. С. 89-102.
- Деятельность Политико-экономического комитета Русского географического общества // Вспомогательные исторические дисциплины. Т. XXI. Л., 1990. С. 74—88.
- Александр II. Воспоминания. Дневники. СПб., 1995 — автор вступительной статьи и примечаний, подготовка текста
- Великие реформы. Попытка преодоления кризиса // Власть и реформы: от самодержавной к Советской России. СПб., 1996. С. 249—337 (2-е изд. М., 2006)
- Борьба в верхах по вопросам внутренней политики царизма (середина 70-х годов XIX в.) // Исторические записки. Т. 116. М., 1998. С. 161—186.
- П. А. Зайончковский и изучение истории правительственного конституционализма. // П. А. Зайончковский (1904—1983): Статьи, публикации и воспоминания о нём. М., 1998. С. 238—249. (в соавт.)
- Утраченная альтернатива: наследник престола великий князь Николай Александрович (1843—1865) // Проблемы социально-экономической и политической истории России XIX—XX вв. СПб., 1999. С. 236—247.
- Сигизмунд Натанович Валк // Портреты историков: Время и судьбы / отв. ред. Г Н. Севостьянов. Т.1. М-Иерусалим, 2000. С. 272—284. (в соавт.)
- Александр III. Воспоминания. Дневники. Письма. СПб., 2001 — автор вступительной статьи и примечаний, подготовка текста
- Паспорт в Российской империи: наблюдения над законодательством // Исторические записки. Т. 4 (122). М., 2001.
- Юрий Давидович Марголис: знакомый и незнакомый // История глазами историков. Межвузовский сб. науч. тр., посв. 70-летию Е. Р. Ольховского. СПб. — Пушкин, 2002. С. 343—351.
- Проблемы изучения империи и имперская функция паспорта // Исторические записки. Т. 6 (124). М., 2003
- «Паспортный сбор» в России (1763—1897 гг.) // Страницы российской истории. Проблемы, события, люди. СПб., 2003. С. 223—228.
- Паспорт в России. 1719—1917 гг. СПб., 2007.
- Альтернативная программа имперской политики России эпохи великих реформ // Власть, общество и реформы в России: история, источники, историография. СПб., 2007. С. 295—302.
- Исследования по истории внутренней политики России второй половины XIX века. Сборник статей В. Г. Чернухи. К 90-летию со дня рождения / сост. И. Е. Барыкина. СПб.: Нестор-История, 2020.